# Daisy Fuentes
Daisy Fuentes (Havana, 17 de novembro de 1966) é uma atriz, apresentadora de televisão e modelo cubano-americana.

## Biografia
Fuentes é filha de um pai cubano e mãe espanhola. Com três anos de idade mudou-se com os parentes de sua mãe para Madri, na Espanha, onde viveram por cinco anos antes de migrarem para Harrison, no estado de Nova Jérsei. Lá, Fuentes estudou comunicação e jornalismo no Bergen Community College, e foi contratada como a meteorologista para o canal 47 local, WNJU-TV, uma emissora pertencente à Telemundo. Rapidamente foi promovida e se tornou âncora e repórter no principal telejornal do canal.

## Carreira
A MTV se interessou por Fuentes, então com 19 anos, e a tornou apresentadora da MTV International, que se tornou posteriormente MTV en Español e, depois, MTV Latin America. Conseguiu também um papel na soap opera da rede americana ABC chamada Loving, e apareceu em programas como Dream On, The Larry Sanders Show e Cybill. De 1994 a 1995 apresentou seu próprio talk show, Daisy, na CNBC, bem como o programa America's Funniest Home Videos (por três temporadas). Foi a apresentadora de diversos prêmios, como o ALMA Awards, Dick Clark's New Year's Rockin' Eve, o World Music Awards de 1998, os prêmios latinos da Billboard em 1999, além dos concursos de Miss Teen USA, Miss USA, e Miss Universo. Foi porta-voz também para empresas como Revlon, American Express, Pantene, M&M's, e Miller Lite.
Hugh Hefner teria convidado Fuentes diversas vezes, no início da década de 1990, para posar nua para a revista Playboy, porém o convite nunca foi aceito.
Fuentes participou da World Poker Tour nos jogos realizados em Hollywood, e destinou seus ganhos ao St. Jude Children's Research Hospital. Também possui uma linha de roupas que leva seu nome e é vendido exclusivamente pela loja de departamento Kohl's. Atualmente é afiliada à empresa Shelter Entertainment, que administra sua imagem.

## Vida pessoal
Daisy Fuentes foi casada com o ator Timothy Adams, de quem posteriormente se divorciou. Foi noiva de Matt Goss ex-integrante do Bros e irmão gêmeo do também ator Luke Goss; ela e seu noivo viviam em Los Angeles com seus dois cães, Alfie and Rita, que foram mostrados no programa Dog Whisperer, da National Geographic. Em 2015 casou-se com o cantor Richard Marx após o mesmo ter se divorciado de Cynthia Rhodes depois de um casamento de 25 anos. Foi noiva do cantor Luis Miguel durante três anos, de 1995 a 1998.